# Anyphops marshalli
Anyphops marshalli là một loài nhện trong họ Selenopidae.
Loài này thuộc chi Anyphops. Anyphops marshalli được Mary Agard Pocock miêu tả năm 1902.